# El Carmen (Jujuy)

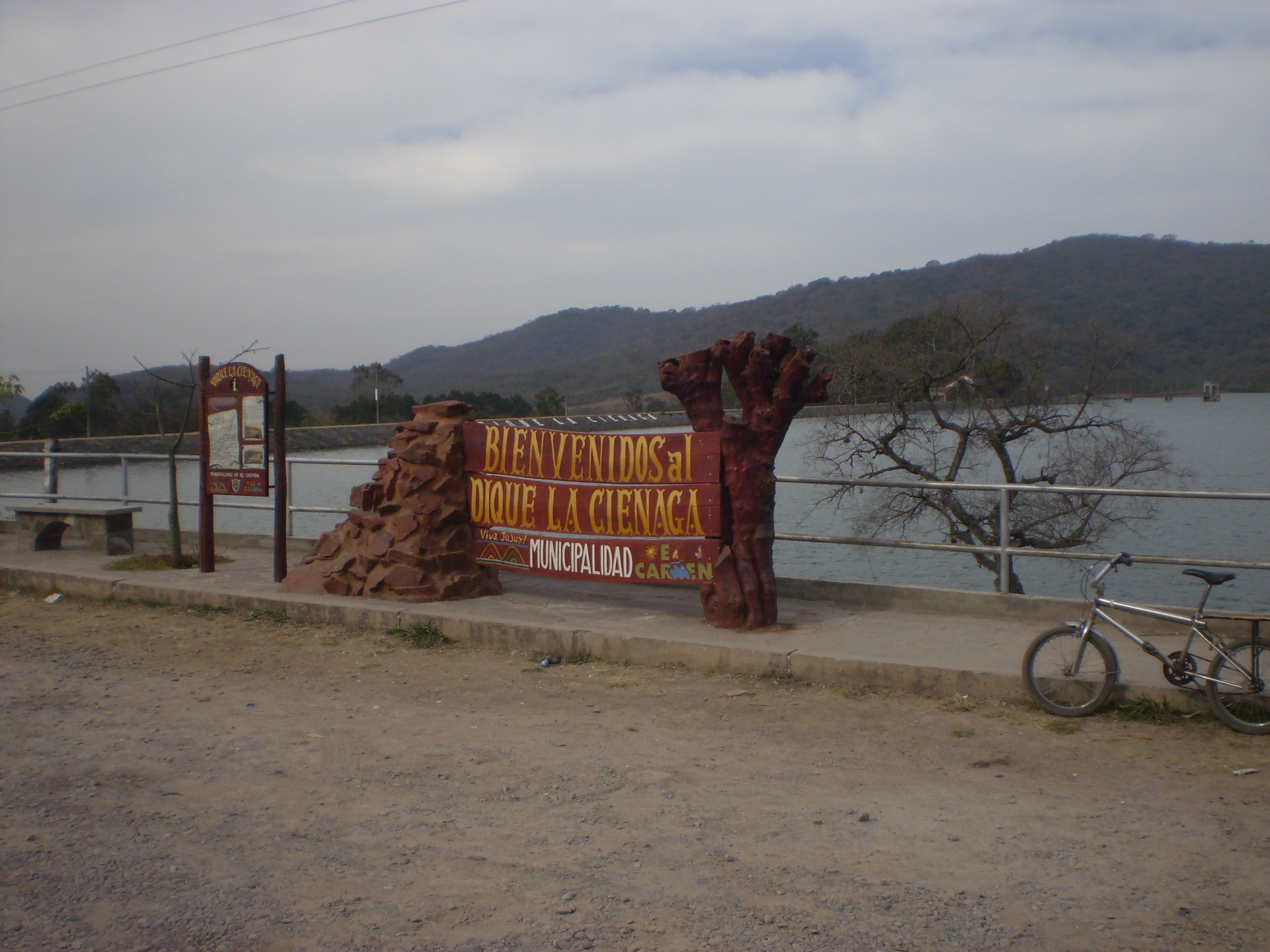
Dique La Ciénaga, localizada na cidade

El Carmen é uma cidade da Argentina, localizada na província de Jujuy